# Ernest Nagel
Ernest Nagel (ur. 16 listopada 1901 w Nowym Mieście nad Wagiem, zm. 20 września 1985 w Nowym Jorku) – filozof nauki, przedstawiciel pozytywizmu logicznego.

## Życiorys
W roku 1911 rodzina Nagela wyemigrowała do Stanów Zjednoczonych. W roku 1923 Nagel ukończył City College of New York, a w 1930 otrzymał tytuł doktora na Columbia University. Z uniwersytetem tym związał całą swoją karierę naukową, uzyskując w roku 1967 tytuł profesora. Rok akademicki 1966–1967 spędził na Uniwersytecie Rockefellera.
Jego główne dzieło, „The Structure of Science”, zapoczątkowało nowy nurt badań w filozofii nauki, tak zwaną analityczną filozofię nauki. Często traktowane jest jako jeden z podstawowych podręczników filozofii nauki. Obejmuje swoim zakresem zagadnienia takie jak:
- nauka i zdrowy rozsądek
- cztery typy wyjaśniania naukowego
- dedukcyjny model wyjaśniania
- logiczna charakterystyka praw naukowych
- ogólność przypadkowa i nomologiczna
- prawa eksperymentalne i teorie
- składniki strukturalne teorii – w tym zagadnienie modelu teoretycznego
- status poznawczy teorii – stanowisko opisowe lub pozytywistyczne, instrumentalistyczne i realistyczne
- przyczynowość i indeterminizm w fizyce
- metodologiczne problemy nauk społecznych
- zagadnienia logiki nauk historycznych

Nagel zasugerował w nim, że postulując równoważność między pojęciami różnych nauk, udałoby się wyeliminować wszelkie ich zobowiązania ontologiczne, poza tymi, które są niezbędne dla nauk podstawowych. Obok Rudolfa Carnapa, Hansa Reichenbacha i Carla Hempela był głównym przedstawicielem amerykańskiego pozytywizmu logicznego.
Wraz z Morrisem Cohenem, swoim byłym wykładowcą z Uniwersytetu Columbia, Nagel napisał „An Introduction to Logic and the Scientific Method”. W roku 1958 wraz z Jamesem R. Newmanem napisał książeczkę „Gödel’s proof”, elementarne wprowadzenie w tematykę twierdzeń Gödla (polskie wydanie ukazało się nakładem PWN w 1966 roku pod tytułem „Twierdzenie Gödla”). W latach 1939–1956 pracował w redakcji Journal of Philosophy, a w latach 1940–1946 Journal of Symbolic Logic.

## Nagrody
W 1959 r. otrzymał za całość pracy naukowej nagrodę 10.000 dolarów, przyznawaną wybitnym uczonym przez American Council of Learned Societies.